# Daedalus (cratera)

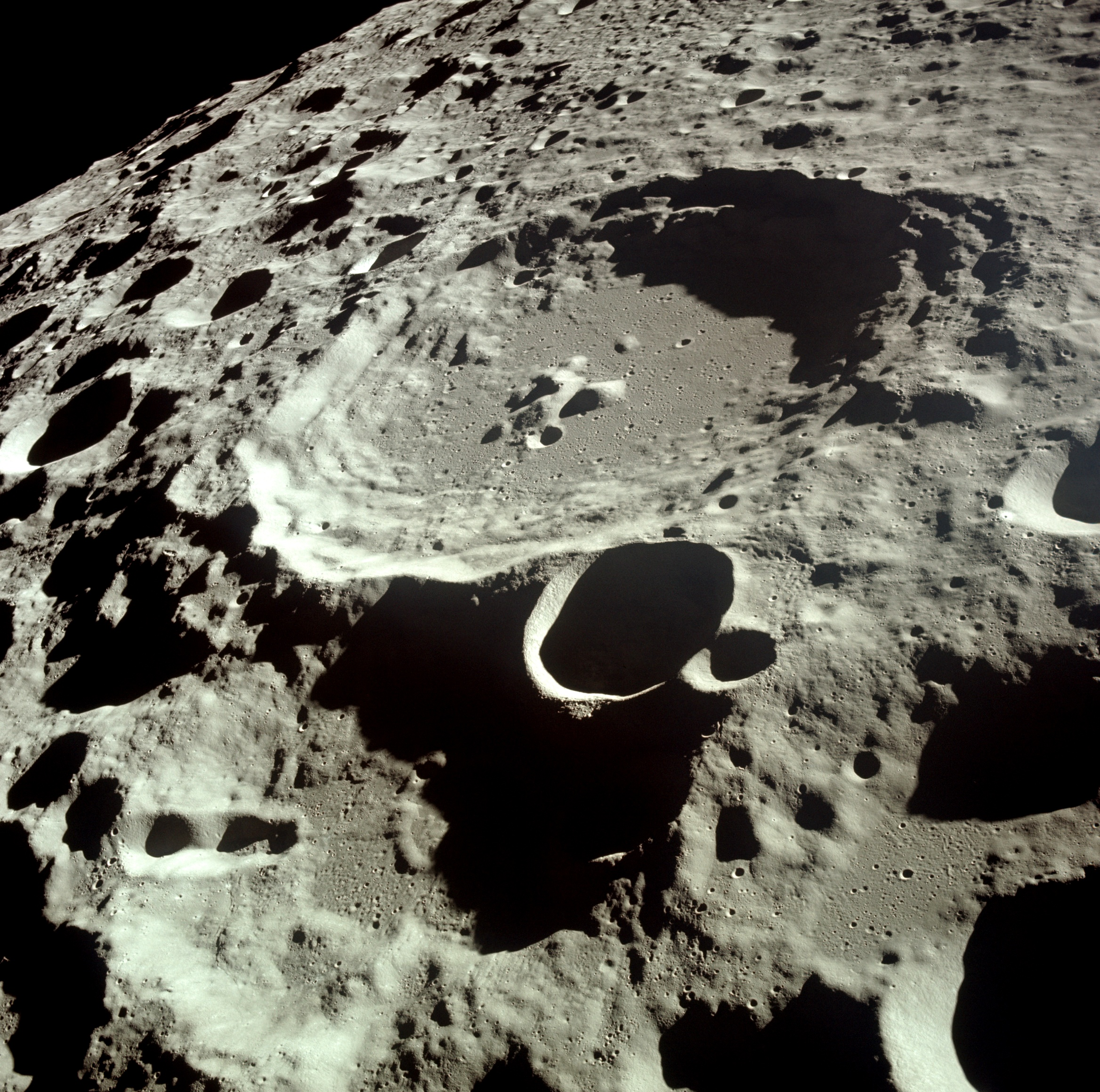
Cratera Daedalus fotografada pela tripulação da Apollo 11.

Daedalus é uma cratera lunar localizada no centro da face oculta da Lua, nas coordenadas 5,9ºS, 179,4ºE, possui um diâmetro de 93 quilômetros e uma profundidade de 3 quilômetros. Seu apelido originou-se da referência a Dédalo.
A parede interna forma terraços, e há um núcleo de picos no centro do solo relativamente plano. Devido a sua situação (protegida das emissões de rádio da Terra), já foi proposto como lugar para um futuro radiotelescópio, no qual aproveitaria a forma da cratera, a semelhança do radiotelescópio de Arecibo, mas a uma escala bastante maior.

## Crateras satélites
Por convenção estas características identificam-se nos mapas lunares localizando a letra no ponto médio da borda da cratera próximas da cratera Daedalus.
| Daedalus | Latitude | Longitude | Diâmetro |
| -------- | -------- | --------- | -------- |
| B        | 4.1° S   | 179.8° W  | 23 km    |
| C        | 4.1° S   | 178.9° W  | 68 km    |
| G        | 6.6° S   | 177.4° W  | 33 km    |
| K        | 8.3° S   | 178.5° W  | 24 km    |
| M        | 8.1° S   | 179.5° E  | 13 km    |
| R        | 7.7° S   | 175.2° E  | 41 km    |
| S        | 6.8° S   | 172.9° E  | 20 km    |
| U        | 4.2° S   | 174.9° E  | 30 km    |
| W        | 3.5° S   | 177.5° E  | 70 km    |